# Palle alene i Verden
 For alternative betydninger, se Palle alene i Verden (film).
Palle alene i Verden er en dansk billedbog, der er skrevet af Jens Sigsgaard og illustreret af Arne Ungermann. Bogen udkom første gang 10. oktober 1942. Den handler om drengen Palle, der vågner og opdager, at han er helt alene i verden.
I 1949 blev den filmatiseret af Astrid og Bjarne Henning-Jensen med Lars Henning-Jensen som Palle og Lily Broberg som moderen..
Bogens status som børnebogsklassiker afspejles i udtrykket "at være helt Palle" i betydningen at være helt alene.

## Handling
Drengen Palle vågner en morgen og opdager, at han er alene hjemme. Han klæder sig på og går ned på gaden for at lede efter sine forældre. Men der er slet ingen mennesker på gaden, i butikkerne eller i sporvognene. Palle indser, at han er alene i hele verden. Først synes han, at det er sjovt. Han spiser chokolade i en butik, selvom han ikke må, og æbler hos en grønthandler. Så sætter han sig op i en sporvogn på linie 2 og leger vognstyrer. Han får sat sporvognen i gang og kører glad afsted, lige indtil han kommer til Rådhuspladsen, hvor der står en anden vogn på sporet. De støder sammen, men Palle kommer ikke til skade. Palle går så ind i en bank og tager en stor pose penge. Han vil købe en lommekniv, men da der ikke er nogen, han kan betale, smider han pengene på gaden. Derefter sætter han sig op i en brandbil, som han kører rundt i byen med, indtil den går i stå.
I parken hvor Palle plejer at lege, går han på græsset, der ellers ikke må betrædes. Men henne på legepladsen er der ingen at lege med. Og i biografen er der ingen til at betjene apparatet. Palle er nu blevet sulten. På et hotel prøver han at lave havregrød, men den bliver ikke god. Nu synes Palle ikke, at det er sjovt at være alene, og han længes efter sine forældre. Han starter så en bil og ender ude i lufthavnen. Han står der et fly, som han flyver op gennem skyerne med. Men pludselig støder flyet på Månen, Palle falder ned - og vågner grædende i sin egen seng. Hans mor kommer ind, og Palle fortæller, hvordan han drømte, at han var alene i hele verden. Han slutter med at "Det er godt, at det var bare noget, jeg drømte."

## Baggrund
Palle alene i Verden er skrevet af psykologen og seminarieforstanderen Jens Sigsgaard og illustreret af tegneren Arne Ungermann. Den udkom første gang i 1942 som den første danske billedbog med et barn som hovedperson, og hvor historien blev set fra dets synspunkt. Jens Sigsgaard fik ideen til bogen, da han til brug for sin magisterkonferens til psykologistudiet spurgte over 1.000 børn om, hvad de ville gøre, hvis de kunne bestemme helt selv. Resultatet var vellidt. Ved udgivelsen skrev en anmelder i Børn: "og hermed har vi fået en billedbog, der allerede må betegnes som "klassisk", dvs. at den vil beholde sin popularitet gennem mange år." Det kom til at passe. Den er med tiden trykt i over 250.000 eksemplarer og oversat til 15 sprog. Bogen blev desuden den første i Jens Sigsgaards karriere som forfatter af børnebøger, og af de over 30 han skrev, også den mest populære.
Forfatteren Peter Dürrfeld forklarede i 2022 successen: "Børnenes tankegang og sprog er loyalt indfanget i historien, og denne ægthed var medvirkende til at gøre bogen til en verdensomspændende succes. (...) Handlingen er enkelt, sproget letflydende og forbilledligt naturligt." Om en af Arne Ungermanns tegninger af Palle som vognstyrer hedder det, at "situationen med den lille Palle og den alt for store kasket i Linie 2 er genialt indfanget i Arne Ungermanns karakteristiske streg. Sjældent har man set Linie 2's hvide 2-taller på den røde baggrund så enkelt og smukt. (...) Et ikonisk eksempel på illustrationskunst i verdensklasse." Peter Dürrfeld funderede videre over, om valget af linje 2 skyldtes dens rød-hvide linjefarver. Han fandt det dog mere sandsynligt, at det var en folkekær linje, der spændte bredt på sin tur gennem byen fra Sundbyvester Plads til Brønshøj Torv. Det var dog også en stærkt benyttet linje, der ikke var noget "Palle alene i verden" over i virkeligheden.
I 1949 lavede Nordisk Film og Dansk Kulturfilm en 26 min. lang film baseret på bogen med manuskript og instruktion af Astrid Henning-Jensen og klip af Bjarne Henning-Jensen. Hovedrollen som Palle blev spillet af deres 6-årige søn Lars Henning-Jensen. Moderen blev spillet af Lily Broberg, Annelise Reenberg var fotograf, og Herman D. Koppel stod for musikken. Filmen fik verdenspremiere i Bath i England 20. maj 1949. I Cannes fik den samme år specialprisen Prix pour le sujet.
I 1954 blev der ændret på bogens slutning, så Palle ikke længere græd på den sidste tegning. I 1974 blev der udgivet en ny udgave af bogen med nye tegninger. Den ændrede mode blev afspejlet i, at Palle nu blev gengivet som en langhåret dreng. På det tidspunkt var de københavnske sporvogne erstattet af busser, hvorfor bogen blev ændret tilsvarende. Nu forsøgte Palle sig som buschauffør i en linje 40, men ligesom i originalen endte det med et sammenstød, da der stod en anden bus på kørebanen. I BYtrafiks anmeldelse lød det om den nye udgave: "Det er prikken over i'et at også den nye udgave er illustreret af Arne Ungermann, og der kan næppe herske tvivl om at bogen som sin forgænger vil blive en klassiker." Da der senere blev lavet souvenirs med udvalgte tegninger fra bogen benyttedes dog de originale.
Bogen udgives fortsat af Gyldendal som både fysisk bog, som lydbog og til iphone.

## Eksterne kilder og henvisninger
1. ↑  Filmstriben.dk
2. 1 2  Palle alene i verden af Jens Sigsgaard. 3. oplag, Gyldendal, 1949.
3. 1 2 3 4 5  Mine sporvogne - alle atten linier! af Peter Dürrfeld. Sporvejshistorisk Selskab, 2022. S. 66-70. ISBN 978-87-91109-38-6
4. ↑  Palle alene i verden, forfatterweb. Besøgt 29. april 2022.
5. ↑  Jens Sigsgaard, danskefilm.dk. Besøgt 29. april 2022.
6. 1 2  Palle alene i verden, danskefilm.dk. Besøgt 29. april 2022.
7. ↑  Lars Henning-Jensen, danskefilm.dk. Besøgt 29. april 2022.
8. ↑  Palle alene i verden, BYtrafik 5/1974, s. 112.
9. ↑  Palle alene i verden, Gyldendal. Besøgt 29. april 2022.

| Bog | Spire Denne artikel om bøger og tidsskrifter er en spire som bør udbygges. Du er velkommen til at hjælpe Wikipedia ved at udvide den. |